# Кукиз, Павел
Павел Пётр Кукиз (пол. Paweł Piotr Kukiz; род. 24 июня 1963, Пачкув) — польский актёр, рок-музыкант и политик, основатель политического движения Кукиз'15.

## Биография
Снялся в нескольких фильмах, в том числе Гэрл Гайд. В 2014 выступал на Майдане независимости в Киеве. Депутат Сеймика Нижнесилезского воеводства. На выборах президента Польши в 2015 выдвинул свою кандидатуру  как независимый кандидат. По опросам занимает третье место с 17 % голосов. По отношению к помощи Украине говорит: бронежилеты — да, автоматы — нет. Поддерживает установление мажоритарных округов. Выступает за ограничение эмиграции и иммиграции. Выступает против политической реабилитации бандеровцев. Критикует конституцию Александра Квасневского. Католик. В первом туре президентских выборов в Польше 10 мая 2015 года занял третье место с 20 % голосов. На парламентских выборах 2015 года движение Павла Кукиза заняло третье место.